# 남자는 괴로워 39
남자는 괴로워 39(男はつらいよ 寅次郞物語: Tora-san Plays Daddy)는 일본에서 제작된 야마다 요지 감독의 1987년 코미디 영화이다. 아츠미 키요시 등이 주연으로 출연하였다.

## 출연

### 주연
- 아츠미 키요시
- 바이쇼 치에코

### 조연
- 아키요시 구미코
- 사츠키 미도리
- 마에다 긴
- 시모조 마사미
- 미사키 치에코
- 요시오카 히데타카
- 다자이 히사오
- 류 치슈
- 마츠무라 타츠오